# Лоун-Оук (Теннессі)
Лоун-Оук (англ. Lone Oak) — переписна місцевість (CDP) в США, в окрузі Секвачі штату Теннессі. Населення — 1198 осіб (2020).

## Географія
Лоун-Оук розташований за координатами 35°12′3″ пн. ш. 85°22′7″ зх. д. / 35.20083° пн. ш. 85.36861° зх. д. (35.200757, -85.368479).  За даними Бюро перепису населення США в 2010 році переписна місцевість мала площу 16,76 км², уся площа — суходіл.

## Демографія
Згідно з переписом 2010 року, у переписній місцевості мешкало 1206 осіб у 505 домогосподарствах у складі 353 родин. Густота населення становила 72 особи/км².  Було 562 помешкання (34/км²).
Расовий склад населення:
| - 98,8 % — білих - 0,2 % — корінних американців - 0,2 % — азіатів |

До двох чи більше рас належало 0,8 %. Частка іспаномовних становила 0,8 % від усіх жителів.
За віковим діапазоном населення розподілялося таким чином: 20,2 % — особи молодші 18 років, 63,1 % — особи у віці 18—64 років, 16,7 % — особи у віці 65 років та старші. Медіана віку мешканця становила 45,1 року. На 100 осіб жіночої статі у переписній місцевості припадало 90,8 чоловіків;  на 100 жінок у віці від 18 років та старших — 89,4 чоловіків також старших 18 років.
Середній дохід на одне домашнє господарство  становив 60 662 долари США (медіана — 48 949), а середній дохід на одну сім'ю — 74 200 доларів (медіана — 56 528). За межею бідності перебувало 14,1 % осіб, у тому числі 9,9 % дітей у віці до 18 років та 6,8 % осіб у віці 65 років та старших.
Цивільне працевлаштоване населення становило 499 осіб. Основні галузі зайнятості: освіта, охорона здоров'я та соціальна допомога — 21,2 %, роздрібна торгівля — 19,2 %, фінанси, страхування та нерухомість — 9,6 %, будівництво — 9,6 %.